# System doktora Smoły i profesora Pierza
System doktora Smoły i profesora Pierza (ang. The System of Doctor Tarr and Professor Fether) – jest to nowela amerykańskiego autora Edgara Allana Poe, utrzymana w stylu komediowym.

## Fabuła
Główny nurt noweli podąża śladem narratora, który odwiedza zakład dla psychicznie chorych we Francji (dokładnie Maison de Santé), znany z nowej rewolucyjnej metody leczenia chorób psychicznych nazwany systemem uspokajania. Kompan, z którym podróżuje, zna pana Maillarda, wynalazcę systemu i zanim go opuszcza, zapoznaje z nim narratora. Ten jest zszokowany zniesieniem nowej metody leczenia i kwestionuje tę decyzję, jako iż słyszał o jej popularności i skuteczności. Maillard zaznacza w obecności przybysza, aby ten nie wierzył w nic co słyszy i tylko w połowę tego co widzi.
Narrator zwiedza tereny szpitalne i zostaje zaproszony na obiad. Tam przyłącza się do niego grupa od 25 do 30 osób, a chwilę potem serwowane jest wystawne jedzenie w dużych ilościach. Narrator zauważa, że goście są ubrani w osobliwy sposób, a ich stroje choć dobrej jakości, zdają się im nie do końca pasować. Większość w pomieszczeniu stanowią kobiety, wystrojone w różnego rodzaju biżuterię, jak obrączki, bransolety i kolczyki, natomiast ich piersi i ramiona są zawstydzająco odkryte. Stół i pokój z kolei są przyozdobione nadmierną ilością zapalonych świec, stojących wszędzie tam, gdzie można było znaleźć dla nich miejsce. Posiłkowi towarzyszy grupa muzyków, grających na skrzypcach, fletach, puzonach i bębnach. Zdają się oni bawić wszystkich obecnych, jednak sam narrator porównuje wykonanie do okropnych dźwięków. Generalnie odczuwa on aurę dziwactwa w całym pomieszczeniu.
Rozmowy podczas posiłku są skupione na pacjentach i ich traktowaniu. Goście prezentują narratorowi przykłady różnych dziwnych zachowań, których byli świadkami, włączając w to pacjentów, którzy myśleli, że są dzbankiem do herbaty, osłem, serem, szampanem, żabą, tabaką, czy dynią. Maillard od czasu do czasu próbuje ich uspokajać, a narrator zdaje się być zaniepokojony ich zachowaniem i żarliwym naśladownictwem.
Wkrótce dowiaduje się, że personel zastąpił system uspokajania nową i bardziej rygorystyczną metodą, o której Maillard mówi, że bazuje na pracach doktora Smoły i profesora Pierza. Narrator oznajmia, że nie zna ich prac, ku zdziwieniu pozostałych. Ostatecznie zostaje mu wyjaśnione, dlaczego poprzedni system został zniesiony. W jednym przypadku, mówi Maillard, zdarzyło się, iż pacjenci, którym udzielono większej swobody w zakładzie, w rzeczywistości obezwładnili swoich lekarzy oraz pielęgniarki i przywłaszczyli sobie ich pozycje, zamykając personel w pomieszczeniach dla psychicznie chorych. Owi szaleńcy byli prowadzeni przez człowieka, który utrzymywał, że odkrył lepszą metodę leczenia schorzeń psychicznych, nie zezwalając na odwiedziny nikomu, z wyjątkiem pewnego głupio wyglądającego gentlemana, z którego strony nie było najmniejszych powodów do obaw. Narrator pyta jak personel szpitala się zbuntował i przywrócił dawny porządek. Chwilę później, dają się słyszeć głośne krzyki i prawdziwy personel medyczny uwalnia się z potrzasku. Okazuje się, że goście na obiedzie, byli w rzeczy samej pacjentami, którzy przejęli kontrolę nad zakładem. W ramach ich rewolucji traktowali personel smołą i pierzem. Opiekunowie wrzucili prawdziwych pacjentów z powrotem do cel, podczas gdy narrator, który jest w rzeczywistości owym głupio wyglądającym gentlemanem, wspomnianym przez Maillarda, przyznaje, że musi teraz znaleźć prace doktora Smoły i profesora Pierza.

## System uspokajania
System pana Maillarda unikał jakichkolwiek kar i nie ograniczał pacjentów. Udzielona im została duża swoboda i nie byli zmuszani do noszenia ubioru szpitalnego, zamiast tego mogli poruszać się wokół zakładu i jego terenów w normalnym ubraniu dla osób zdrowych. Lekarze zabawiali swoich pacjentów, nie sprzeciwiając się ich fantazjom i halucynacjom. Przykładowo, gdy ktoś myślał, że jest kurczakiem, lekarze traktowaliby go jak kurczaka i dawaliby mu do jedzenia zboże.
System był rzekomo bardzo popularny. Pan Maillard mówił, że wszystkie Maisons de Santé Francji go zaadaptowały. Narrator zauważa, że po tym jak rewolta pacjentów zostaje stłumiona, do łask wraca stary system szpitalny, mimo iż zostaje on zmodyfikowany w kilku aspektach, które wymagały reformy.

## Tło historyczne
W czasie, gdy nowela została napisana, opieka na psychicznie chorymi była wysoce polityczną sprawą. Ludzie wzywali do reform w szpitalach, gdzie pacjenci byli traktowani jak więźniowie. Równocześnie zwiększała się liczba uniewinnień z powodów niepoczytalności, co wywoływało lawinę krytyki za pozwalanie uniknięcia kar przestępcom.

## Publikacja
System doktora Smoły i profesora Pierza pozostawał przez kilka miesięcy w rękach redaktorów, aż został on ostatecznie opublikowany w grudniu 1845 roku na łamach Graham’s Magazine.

## Wydania polskie
- System doktora Smoły i profesora Pierza, tłum. Stanisław Wyrzykowski, 1924[3]
- System doktora Pierza i profesora Smoły [nazwiska zamienione miejsca względem oryginalnego tekstu], tłum. Sławomir Studniarz, 2021[4]
- System doktora Smoły i profesora Pierza, tłum. Stanisław Zawadzki, 2023[5]

## Adaptacje
- Jedna ze sztuk granych w teatrze Grand Guignol w Paryżu nosiła tytuł Le Systéme du Dr Goudron et Pr Plume (1903), adaptacja André de Lorde.
- Surrealistyczny meksykański film pt. La Mansión de la Locura (1973), tytuł angielski The Mansion of Madness, reż Juan López Moctezuma.
- Film w reżyserii S.F. Brownrigga pt. The Forgotten (1973), także znany jako Death Ward #13 i Don’t Look in the Basement.
- Film pt. Lunacy czeskiego producenta filmowego Jana Švankmajera bazował częściowo na noweli. Był także inspirowany nowelą Poe z 1844 roku pt. Przedwczesny pogrzeb oraz pracami Marquisa de Sade.
- Film w reżyserii Brada Andersona pt. Obłąkani (ang. Stonehearst Asylum, znany również pod tytułem Eliza Graves) z 2014.

## Literatura
- Cleman, John. „Irresistible Impulses: Edgar Allan Poe and the Insanity Defense”, collected in Bloom’s BioCritiques: Edgar Allan Poe, edited by Harold Bloom. Philadelphia: Chelsea House Publishers, 2001. p. 66-7 ISBN 0-7910-6173-6.
- Quinn, Arthur Hobson. Edgar Allan Poe: A Critical Biography. Baltimore: The Johns Hopkins University Press, 1998. p. 469. ISBN 0-8018-5730-9.